# 안톤 브루크너
요제프 안톤 브루크너(독일어: Joseph Anton Bruckner, 1824년 9월 4일 ~ 1896년 10월 11일)는 오스트리아의 작곡가이자 오르가니스트이다. 교향곡, 종교음악, 모테트로 유명하다. 그의 작품은 풍부한 화성, 복잡한 폴리포니, 유도동기, 긴 연주시간으로 유명하여 독일-오스트리아의 낭만파 최후의 상징으로 여겨지고 있다.

## 생애
브루크너는 교사이자 오르가니스트인 아버지에게 음악을 배우기 시작했다. 그는 보조교사로도 일했고 마을 악단에서 바이올린을 켜기도 했으며 마침내 성 플로리안 성당의 오르가니스트가 되었다. 생전에 오르가니스트로서 국제적인 명성을 얻었으며, 특히 즉흥 연주에 능했다고 한다.
그는 나이가 들어서도 계속 여러 스승에게 작곡이나 대위법 등을 배워나갔으며 빈 음악원과 빈 대학에서 교직을 맡기도 했다. 그러면서 열한 개의 교향곡과 세 개의 미사, 테 데움 등의 종교 음악을 작곡했다. 그러나 그의 음악은 살아있는 동안 많은 비난을 받았는데, 이는 그가 바그너의 추종자(바그너파)로 알려져 브람스를 신봉하는 많은 비평가(브람스파)의 조건 없는 공격 대상이 되었기 때문이기도 하며, 그의 음악을 있는 그대로 이해해주는 사람이 주변에 드물었기 때문이기도 하다. 그의 제자인 페르디난트 뢰베, 프란츠와 요제프 샬크 형제 등은 항상 그의 음악을 청중들이 더 '이해하기 쉽게' 한다는 명분으로 개작하도록 브루크너를 압박했고 이에 브루크너 자신의 유약함 내지 꼼꼼함이 덧붙어 지금까지도 문제가 되는 수많은 개정판이 만들어지게 되었다.
브루크너는 생애의 거의 마지막에 이르러서야 제 7번과 제 8번 교향곡, 테 데움의 성공을 맛볼 수 있었으나 때는 너무 늦었다. 그는 빈에서 사망했고, 그의 유해는 성 플로리안 성당의 오르간 아래에 안장되어 있다.

## 작품 성향
브루크너의 중요한 작품으로는 교향곡과 종교음악을 꼽을 수 있다. 이외에도 실내악 작품이나 피아노 독주곡 등을 음반으로 찾아볼 수 있다. 19세기 서양고전음악에서 브루크너 작품의 위치는 슈만, 브람스가 계승한 신고전주의적인 구조와 슈베르트가 보여준 개성화된 내용의 결합이며 이러한 경향은 구스타프 말러로 계승된다.
한편, 가톨릭 신자이기도 했고 교회 오르가니스트였기에 브루크너의 종교음악은 펠릭스 멘델스존 바르톨디 이후 낭만주의 종교음악의 맥을 잇는 역할을 했다는 점도 간과할 수 없다. 그의 종교음악은 대규모 합창과 교향악의 결합으로 대변될 수 있으며 이러한 경향은 루트비히 판 베토벤의 장엄미사의 맥을 잇는 것이다.

## 작품
브루크너의 작품목록
작품 번호"WAB"는 음악학자 레나토 글라스베르거(Renate Grasberger)가 편찬한 "브루크너 작품 목록"(Werkverzeichnis Anton Bruckner)의 번호이다. 번호는 149번까지 한다.

### 교향곡
- 교향곡 00번 바단조 WAB.99 ‘습작’
- 교향곡 0번 라단조 WAB.100
- 교향곡 1번 다단조 WAB.101
- 교향곡 2번 다단조 WAB.102
- 교향곡 3번 라단조 WAB.103 ‘바그너’
- 교향곡 4번 내림마장조 WAB.104 ‘로멘틱’
- 교향곡 5번 내림나장조 WAB.105
- 교향곡 6번 가장조 WAB.106
- 교향곡 7번 마장조 WAB.107 ‘서정적’
- 교향곡 8번 다단조 WAB.108 ‘묵시적’
- 교향곡 9번 라단조 WAB.109

바단조 교향곡(00번)은 브루크너가 습작용으로 작곡해 첫 번째로 시작되는 일련번호를 붙이지 않은 곡이다. 교향곡 0번은 후년에 애정을 느껴 파기할 수 없다고 느낀 작곡자가 고의로 제0번으로 한 것이지 실제로는 첫 작곡 후에 다룰 수 있는 작품이다. 또한, 마지막 교향곡 제9번은 미완성 작품이다. (실질적은 반쪽 완성)
자세한 내용은 각 교향곡의 문서로 다룬다. 이상 외에 1869년에 착수했지만, 완성을 보지 못한 교향곡 내림나장조의 존재가 확인되고 있다. 스케치의 단편만 남아 있다.

## 브루크너와 바그너

### 두 사람의 교제
브루크너가 바그너 음악을 접하게 된 것은 그가 31세 때인 린츠에 옮겨서부터이다. 그 무렵 그는 지몰 제히터에게 대위법을 배우기 위해 때때로 빈으로 갔었는데, 그때에 바그너가 지휘하는 연주회에 갔던 일이 있었다. 그것이 언제부터였고 그가 어떤 인상을 받았는지는 분명하지 않다. 그로부터 8년 후인 1863년에는 당시 작곡 스승이었던 오토 키츨러의 권유로 [탄호이저]의 스코어를 연구하여 매우 흥미를 갖게 되었고, 게다가 그 해 안에 린츠에서 [탄호이저]의 실제 상연을 접하여 전격적인 충격을 받았다. 그리고 얼마 후에 키츨러 자신이 지휘하는 로엔그린과 방황하는 네덜란드인을 보고 브루크너는 여태까지 그가 접했던 것과는 전혀 다른 음악에 강한 감명을 받았다.
2년 후인 1865년에는 뮌헨에서 트리스탄과 이졸데의 초연이 열리게 되었는데, 브루크너는 이 악극을 보기 위해 뮌헨으로 갔다. 그곳의 호텔 피아 야레스차이덴(4계 호텔)에는 유명한 음악가들이 숙박하고 있었는데 브루크너는 거기에 가서 안톤 루빈스타인과 한스 폰 뷜로에게 자신이 만든 교향곡 1번의 악보를 보이기도 했다. 뷜로가 바그너에게 이 젊은 작곡가에 관한 이야기를 해주었기 때문에 바그너도 흥미를 갖게 되어 두 사람의 첫 회견이 실현되었다. 브루크너는 처음에는 대선생님을 만날 용기가 없었으나 권유를 받아 바그너를 찾아갔다. 그때 어떠한 화제가 있었는지는 전해지지 않았으나, 브루크너에 의하면 바그너는 매우 친절했었다고 한다. [트리스탄과 이졸데] 초연이 연기되었기 때문에 브루크너는 일단 린츠로 돌아왔으나 6월 19일에는 다시 뮌헨으로 나가서 [트리스탄과 이졸데] 제3회 공연을 보고 '감격 때문에 자기를 잊어버릴 정도'였다고 한다.
린츠에서 브루크너는 대성당 오르가니스트 외에도 프로진이라는 남성 합창단 지휘자를 맡고 있었는데, 1868년 이 합창단의 기념 축하공연에 노래하는 합창단을 위하여 바그너에게, 이전에 작곡한 것이라도 좋으니 무엇이든지 한 곡 빌려줄 수 없는가 하고 부탁했다. 바그너는 기쁜 마음으로 최근 작곡된 뉘른베르크의 명가수 5막의 일부를 건네주었다. 한스 작스의 연설에서 이어서 나오는 '환희의 합창'이었다. 4월 4일에 이것을 지휘한 브루크너의 감격은 매우 컸었다.
1872년 5월, 그 무렵 빈에 살았던 브루크너는 바그너가 빈에 온다는 소식을 듣고 역으로 마중하러 나갔다. 거기에는 빈 음악계의 면면들이 즐비하였는데 열차에서 내린 바그너는 거들떠보지도 않고 브루크너 쪽으로 달려와서 "오, 오! 브루크너 이리 와요. 자네는 내 동료이다."고 말했다. 이미 그 무렵에 브루크너는 빈 음악원과 대학에서 음악 이론을 가르치고 있는 명강사, 교수였다.
그 이듬해 브루크너는 바이로이트에 가서 바그너를 방문하고 자작인 2번과 3번을 보여준 이야기는 너무나도 유명하여 여기서 되풀이할 필요는 없을 것 같다. 브루크너 자신이, 보르초겐에게 보낸 편지로 이 회견에 대해 상세히 말했는데, 그 가운데에서 그는 바그너가 교향곡 3번의 [제1부]를 다 훑어보았다고 썼다. 이때 제4악장은 아직 스케치뿐이었기 때문에 바그너에게는 그것을 보이지 않았던 것이다. 어쨌든 브루크너는 이 교향곡 3번을 바그너에게 헌정하였는데 그 때문에 뒤에 이 곡은 [바그너 교향곡]이라는 이름으로 알려지게 되었다. 그다음에 두 사람이 만난 것은 1875년 바그너가 또다시 빈에 나타났을 때이며 브루크너가 그를 찾아갔을 때, "자네 교향곡을 연주해야 한다!"고 외쳤다. 바그너는 브루크너를 만날 때마다 "자네 교향곡을 연주해주겠다"고 말했지만 결국 한 번도 실현되지 않았다. 이것은 헛소리로 말했던 것은 아니다. 몇 번이나 빈 필하모닉에게 연주해 주도록 권했었지만, 악단 쪽에서는 비평가 한슬리크의 불만을 사게 될 것을 두려워한 나머지 채택하려고 하지 않았기 때문이다.
마지막으로 두 사람이 만난 것은 1882년 7월 파르지팔 초연 직전에 바이로이트에서였다. 브루크너는 검은 예복을 입고 바그너 집 앞에서 그가 나타나기를 기다렸다. 바그너는 브루크너를 보자마자 손을 내밀며 또 "내가 자네 교향곡과 모든 작품을 상연하겠다."고 말했다. 브루크너는 "오, 오! 선생님, 저는 선생님을 숭배합니다."라고 감격에 차서 말할 뿐이었다.
서로 어떻게 생각하고 있었을까? 그런데 정말 바그너는 브루크너를 어떻게 생각하고 있었을까? 그리고 브루크너는 바그너를 얼마만큼이나 숭배하고 있었을까?
프리드리히 브루메는 바그너가 브루크너의 숭배를 정당하게 평가하고, 순수하게 존중하기에는 너무나도 자기중심적이었다고 말했다. 바그너는 분명히 브루크너를 종종 칭찬했지만, 바그너 쪽에서 접근하려고는 하지 않았다. 그는 브루크너의 모든 작품을 상연하겠다고 말해 놓고는 교향곡 3번 '바그너' 이외의 작품을 알려고 하는 관심조차도 없었다는 것은 사실일 것이다. 지휘자 한스 리히터는 바그너가 종종 교향곡 3번을 진심으로 칭찬하는 말을 들었다고 했고, 브루크너의 재능을 높이 평가했다고 말했다. 베르너 볼프를 따르면, 바그너의 아들 지크프리트는 그 뒤에 말하기를 "아버지가 브루크너의 모든 교향곡을 자신이 연주하겠다고 말한 것은 본심에서 우러나온 말은 아닐 것이다"라고 했다고 한다.
이상으로 보아서 다음과 같이 생각하는 것이 진상에 가까울 것이다. 바그너는 브루크너의 교향곡 3번 '바그너'를 높이 평가하여, 실제로 상연될 수 있도록 노력한 것은 사실이다. 그러나 자신이 지휘하여 상연한다는 것이나 상연을 위하여 헌신적으로 힘을 쓴다는 의지는 없었던 것이다. 바그너는 브루크너뿐만 아니라 다른 예술가들을 세상에 인정시키기 위한 노력은 (그것이 특별히 자기에게 이익을 주지 않는 이상)하지 않았었고, 게다가 자기 작품의 창작과 자작의 상연을 위한 일 때문에 시간을 뺏겨서 그럴 틈조차 없었던 것이다.브루크너 자신도 바그너에 의해 자작이 상연될 것이라고는 거의 기대하지 않았던 것 같다. 그리고 또한 그 자신이 너무나도 강하게 바그너 당에 끌어들여 지는 것을 회피하였다는 것도 사실이다. 그러나 브루크너 자신은 순박한 성격이었기 때문에 말 뿐인 약속만 하는 바그너에 대해서는 약간 좋지 않은 기분을 가졌을 것이다. 뒤에 친구에게 "바그너는 주의하는 것이 좋겠다. 자기 이익이 될 때에는 친절하지만 그렇지 않을 때에는 전혀 무관심하다."고 말했다고 한다.
그러나 그는 니벨룽의 반지도 파르지팔도 바이로이트 음악축제에서 보았고 방황하는 네덜란드인 이후의 바그너 오페라를 모두 알고 있었으므로 작곡가 바그너에 바친 커다란 숭배의 마음은 끝내 바꾸지 않았던 것이다.

### 브루크너 교향곡(작품)에서의 바그너의 영향
브루크너의 바그너 악극에 대한 감탄의 마음은 전적으로 음악에만 한정되었었다. 이 선배의 악극 사상이나 그 활동에 대해서는 전혀 관심이 없었다. 브루메에 따르면, 브루크너는 트리스탄의 피아노 스코어를 열심히 사보하였으나 거기에 붙여진 텍스트를 베끼기는커녕 읽지도 않았다고 하며 발퀴레를 보았을 때 그 끝막에서 '브륀힐데는 왜 화형에 처하는가'하면서 옆자리에 앉은 사람에게 물었다고 한다.
브루크너가 최초의 교향곡을 쓰기 시작하기 전부터 그는 바그너 음악을 접했었고 또한 키츨러로부터 바그너 작품을 연구하도록 권유를 받기도 했었다. 브루크너보다 10살 아래인 이 린츠의 악장은 제히터처럼 대위법 이론에만 집중하지 않고 베토벤에서 바그너에 이르는 작품, 분석을 브루크너에게 하게 시켰다. 브루크너가 바그너에게서 배운 것 중의 하나는 크로마틱(반음계)와 엔하모닉(딴 이름 한 소리)의 넓은 이용법이었다. 키츨러 지도로 작곡된 교향곡 0번과 그 뒤의 1번에는 이와 같은 바그너의 새로운 수법이 발견된다. 악기 사용법에서도 1번 1악장의 트롬본은 브루크너가 처음으로 접한 바그너 작품인 탄호이저를 생각나게 한다. 교향곡 2번에서는 1악장에 바그너의 리엔치 중의 '리엔치의 기도'에 나오는 동기가 거의 그대로 오보에에 나타난다.
그러나 브루크너가 의식적으로 바그너에게 기울어짐을 나타낸 것은 교향곡 3번 '바그너'인데, 거장에게 헌정된 곡인 만큼 화성이나 악기법에 바그너의 영향을 엿볼 수 있다.
트리스탄과 이졸데와 발퀴레에서 인용한 것도 몇몇 보이지만, 이러한 인용은 나중에 작곡가 자신이 제거하였다. 그러나 이것으로 바그너적 색채가 완전히 사라진 것이 아니고, 특히 제2악장 전체에는 발퀴레의 안정된 낭만적 분위기가 짙게 나타난다.
주부인 제2주제인 졸림의 동기에 흡사하다. 제4악장조차도 반음계적 화성의 활용이나 현의 세밀한 음형, 그리고 끝맺음에 이르는 장대한 금관악기의 부르짖음 등 탄호이저 이후의 바그너 세계를 방불케 한다.
1878년 작곡된 현악5중주 F장조에 관하여, 가이링거는 "그 화성이나 조바꿈에 있어서 '지크프리트'의 방랑자 장면에서 영향을 받은 것 같이 생각된다."고 말했다. 또한, 이 곡의 끝 악장에는 뉘른베르크의 명가수의 베크메이서의 동기와 흡사한 선율도 나타난다.
브루크너는 마지막 세 개의 교향곡에 바그너 튜바를 사용함으로써 바그너에게 대한 숭배의 마음을 표시하였다. 제7교향곡 제2악장의 스케치가 1883년 1월 22일에 완성되었는데 그 무렵부터 브루크너는 바그너의 죽음을 예감하게 되었다고 한다. 같은 해 3월 13일 바그너는 베네치아에서 세상을 떠났는데 다음날 14일 브루크너는 그 통보를 받았다. 이때 브루크너는 음악원에서 이 제2악장 아다지오의 마지막 부분을 작곡 중이었는데 장송의 뜻으로 눈물을 흘리면서 아다지오의 코다로 35마디를 덧붙여 썼다고 한다. 이 부분의 처음과 끝에 오는 무거운 금관 합주에서는 바그너 튜바의 울림은 물론이고 전체가 [반지]와 [파르지팔]을 방불케 한다.
그로부터 2년 후 브루크너는 성플로리안에서 이 코다의 음악과 신들의 황혼의 지크프리트 장송 음악을 결부시켜서 즉흥연주를 했다고 한다. 그 이전에도 그는 간혹 바그너의 선율을 주제로 한 오르간의 즉흥연주를 하였다.
7번, 8번, 9번이라고 하는 3곡의 교향곡에서는 모두 느린 악장이 특히 바그너 수법에 대한 접근을 보여준다. 8번의 제3악장 아다지오는 터치가 부드럽고 깊숙한 음향에서 트리스탄과 공통된다. 기분을 풀 길이 없는 불안한 주제의 반음계적인 움직임, 특히 그 반주의 당김음에 의한 셋잇단음표의 흔들림, 무한선율, 그리고 반음계 화음의 상승 등은 트리스탄과 이졸데 2막의 세계이다. 초기의 브루크너에 관해서는 상상도 못할 정도인 섬세한 미가 바그너를 통해서 꽃피었다. 한슬리크가 말했듯이 여기서 하프를 사용한 것도 바그너에 대한 접근을 나타내는 것이다.
이에 비해 교향곡 9번의 첫머리는 파르지팔을 상기시킨다. '제1주제는 바그너의 파르지팔 제3막의 전주곡, 성 금요일의 음악을 상기시킨다. 그것은 위로받지 못하는 기분 속에서 개시되지만, 곧 '창의 동기'의 연상을 거치면서 '그랄(성배)'적인 상승을 이룬다.
다만 이 브루크너의 백조의 노래가 바그너의 백조의 노래와 다른 점은 후자가 드라마의 객관성이 갖는 기분을 전하려고 하는 데 비해 전자는 절대음악이며 그 배후에 아무것도 없는 청결함을 가졌다는 점이다. 그러기 때문에 거기에는 아주 기분 나쁠 정도의 장엄함을 느낄 수 있게 되는 것이다. 그렇다고는 하지만, 바그너가 브루크너의 후기 교향곡을 듣지 못한 것은 매우 유감스러운 일이다. 그는 틀림없이 눈물을 흘리면서 감격했을 텐데 말이다.

## 브루크너와 나치의 전용
브루크너는 바그너와 함께 전용(專用)되었으며 그의 교향곡은 나치 독일 시절 철저하게 나치의 선전용으로 이용되었다. 그러나 바그너와 달리 브루크너는 일반적으로 직접적인 나치와의 과거 문제에 때문에 큰 오명을 얻지는 않았다. 또한, 그가 게르만 민족주의, 반유대주의자가 아닌 게 밝혀졌고 유대인 음악가 구스타프 말러와 친한 사제관계였다는 사실이 알려졌다. 그의 작품은 오스트리아와 독일에서 별다른 외부 저항 없이 레퍼토리로 이용되었고, 이스라엘에서도 그의 음악은 연주금지가 되지 않았고 자주 연주된다.

### 브루크너와 오스트리아의 합병, 나치 수정주의와 전유의 정치학
1937년, 레겐스부르크의 잊을 수 없는 악명높은 사진에서 나치의 군복을 차려입은 히틀러는 오스트리아 작곡가인 브루크너의 대리석 흉상을 존경스러운 듯이 바라보며 서 있다. 국가 사회주의 사실주의에 따라서, 아돌프 로덴베르거가 만들어낸 이 흉상은 철십자를 잡아채고 있는 독수리가 새겨져 있는 나치 문양과 그 곁에는 금으로 둘러싸인 제단 위에 올려져 있다. 브루크너는, 1841년에 바이에른의 루드비히 1세의 지시 아래, 파르테논 신전을 본떠 만들어진 레겐스부르크의 신전, 즉 과거 독일의 문화적 영웅들로 가득한 이 신전에 독일 문화의 또 다른 선각자로서 합류하게 된 것이다. 이러한 브루크너는 제3제국 속으로 충분히 들어올 자격이 있는 독일 작곡가들 속으로 브루크너를 충분히 우상화시켜 합류시키는 것이 그 목적이었으나, 실제로 이것은 8개월 후의 독일의 오스트리아에 대한 합병의 징조였다.
피터 가블, 막스 아우어(국제 브루크너 협회 회장), 괴벨스, 그리고 또 다른 사람들에 의한 연설 등을 포괄하는 이러한 레겐스부르크의 행사는 일련의 음악회, 국제 브루크너 협회의 행사, 그리고 독일 나치 당의 모임 등을 포함하는 다양한 음악 정치적 행사의 가장 핵심적이었다. 브루크네리안의 편협한 시각으로 이 행사를 살펴본다면 그것은 단지 지난해의 브루크너 사망 40주년 기념행사를 마무리하는 행사 정도로 볼 수 있을 것이다. 그러나 1930년 후반의 나치의 정치적 전략의 더욱 넓은 관점에서 볼 때, 이것은 정확하게 말하면 그들의 합병을 위한 하나의 출발점에 불과한 것이었다.
1936년은 이러한 브루크너 사망 40주기를 포함하여, 괴벨스에 의하면, 모든 베르사유의 '속박'에서 해방되는 해였다. 독일은 다시 강력한 군사력을 갖추었으며, 1936년이야말로 오스트리아, 체코, 그리고 폴란드로 영토를 넓혀가기 위해 전진하는 해였다. 이제 괴벨스가 스스로 '위험 지대'라고 명명했던 동원의 시기인 1936년 시기에 동시에 이루어졌던 복잡한 국내 선전 캠페인 속에 이 작곡가의 이미지가 어떻게 조작되었는지를 살펴볼 것이다.
국가 사회주의의 문화적 우상으로서의 브루크너의 중요성은 단순히 대리석 흉상부터 출발하여, 깃발, 철십자에 이르기까지 주목받았으며, 심지어는 게르만의 문화적 애국주의로까지 확대되었다. 브루크너를 제3제국의 문화적, 정치적 목적에 연결하려는 행사들은 시시한 것에서 예술적으로 매우 모호한 것에 이르기까지 매우 다양했고, 지금 현대 사람들의 귀에는 매우 순수하게 들리는 그의 음악도 1930년대와 1940년대의 대중들의 귀에는 매우 다른 의미로 각인되었다.

### 히틀러 개인의 관심
만약 히틀러가 개인적으로 브루크너를 한 인간으로서, 작곡가로서, 그리고 북오스트리아의 같은 형제로서 브루크너를 생각하고, 관심을 두지 않았다면 브루크너를 미화하는 나치의 선전 캠페인은 전혀 없었을 것이다. 실제로 히틀러는 유년 시절, 브루크너의 교향곡에 매우 감동되었다. 히틀러의 예술가로서의 젊은 시절의 투쟁은 매우 잘 알려졌다. 브라나우에서 온 이 평범하고 젊은 예술가는 빈의 미술계에 들어가려고 하나 결국 실패하게 된다. 그리고 그는 분명히 이러한 그의 신세를 초기에 빈의 예술계로부터 촌사람으로서 아웃사이더나 다름없었던 브루크너와 동일시하게 된다.
괴벨스의 1941년 3월 13일의 일기를 보면, 또한 히틀러가 빈과 관련해서 크게 상처받았고, 이는 결국 직접 브루크너와 연결되어 있다는 것을 알 수 있다.
"성 플로리안으로 가라! 브루크너가 작곡하던 수도원으로! 얼마나 아름다운 바로크 건물인가! 우리는 이곳으로부터 나온 성직자에게 관심을 돌려 그 음악동료와 브루크너 협회를 위한 보금자리를 찾아내었다. 얼마나 장대한 계획인가! 그의 음악으로 세계를 정복한 시골 청년! 오늘날 이 구역이 얼마나 문화, 역사, 심지어 예술적 힘에 있어서 풍요로운가! 위대한 총통 아돌프 히틀러는 여기에 문화의 중심지를 세우려고 한다. 빈과 평형을 이루는 평형추로서, 그리고 빈은 서서히 철수되어야만 할 것이다. 그는 빈을 좋아하지 않는다. 그는 린츠를 더욱 좋아한다. 그는 순전히 그의 비용으로 성 플로리안에 그 대안을 만들려고 한다."
한스 크레크치의 탁월한 논문은 종전까지의 히틀러의 브루크너에 대한 집착, 특히 그의 개인적 보호 아래 성 플로리안을 바이로이트처럼 만들려는 계획을 비롯하여 상세하게 기록하고 있다. 이러한 소위 '브루크네리안 바이로이트'는 세 가지의 목적을 갖고 있었다.
첫째, 성 플로리안은 '브루크너의 불멸 작품을 위한 성스러운 전당'(브루크너의 전통을 유지하고 촉진하기 위해)이 되어야 한다. 둘째, 바이로이트와 같이 브루크너 페스티벌의 장소가 되어야 한다. 마지막으로 성 플로리안은 음악 협회의 장소가 되어야 한다.
이러한 프로젝트와 별도로, 브루크너의 음악(교향곡)은 라이브 음악회와 라디오 방송에서 공식적인 의전을 위해 사용되었다. 알버트 스피어는 뉘른베르크에서의 대규모 당 행사에서의 그의 문화에 대한 연설에 앞서 매번 브루크너 교향곡의 한 악장이 연주되는 광경을 다음과 같이 회상한다. 1937년 6월 30일의 악명높은 '건강한' 독일 예술을 찬양하는 나치 주최의 퍼레이드는 브루크너 3번 교향곡의 팡파르로 시작되었다. 지타가 공인하듯, 브루크너의 멜로디는 어떠한 장엄하고, 의례적인(ceremonial) 면이 있고, 더욱 중요한 것은, 그것은 바로 바이로이트의 대 작곡가에게 헌정된 3번 교향곡과 관련하여 바그너 자신이 언급한 바로 그 주제였다는 점이다. 바그너와 바이로이트는 히틀러가 정권을 잡은지 첫해에 이미 새로운 체제에 의해 정치화되었다. 그리고 나치는 이제 브루크너의 상투성을 '바그너-심포니스트'로서 강조함으로써 얻을 수 있는 더욱 많은 것을 바라보았던 것이다. 그러한 관점은 1934년에 있었던 'Die Musik'에 드러난 나치의 친위대 음악회 비판으로 더욱 확장된다, 그 논평자는 베토벤을 제3제국의 선구자로서 포함한다.
"바이로이트의 거장, 즉 독일 변혁의 가장 중요한 개척자 중의 한 사람이며, 제3제국의 가장 대담한 제사장인 바그너는 '방황하는 네덜란드인'의 서곡에 의해 묘사되었다. 그리고 브루크너의 기념비적인, '에로이카(영웅)'로 불릴 수 있는 7번 교향곡은 영웅적으로 전체 작품의 음조에서 뿐만 아니라 느린 악장의 장송행진곡에서도 베토벤의 영웅교향곡과 연결되어 있다. 브루크너의 그 느린 악장은 또한 어떤 영웅의 죽음을 슬퍼하는 비가와도 같은데, 그 영웅은 바로 바그너와 관련이 있다."
1945년 4월, 7번 교향곡의 아다지오가 독일 라디오의 히틀러의 죽음 소식에 이어 흘러나올 때, 그 브루크너의 음악은 또다른 '영웅'의 죽음을 기념하기 위해 종종 사용되었을 것이다.

### 브루크너, 바그너, 그리고 국제 브루크너 협회
초기, 나치와 바이로이트와의 긴밀한 관계는, 그들의 우호적인 관계에도 국가사회주의자들과 국제 브루크너 협회 간의 사소한 마찰을 유발한다. 히틀러가 정권을 잡기 전에, 이 협회의 목적은 매우 단순했다. 즉 그들의 목적은 안톤 브루크너의 작품을 널리 퍼뜨리고, 작품들의 진정한 에디션을 위한 작업을 하는 것이었다. 그러나 거기에는 비공식적인 두 개의 목적이 또한 있었다.
브루크너를 널리 유포된 브람스파의 패러다임과 어울리게 합리적이고, 논리적인 작곡가로서 소개하는 것이었고, '바그너-심포니스트'로서의 브루크너의 판에 박힌 이미지에 반대하는 것이었다. 국제 브루크너 협회는 나치의 재정적 지원에는 매우 기뻐했으나(괴벨스는 그의 레겐스부르크 연설에서 진정한 브루크너 에디션을 위한 자금의 지원을 공개적으로 약속했다.), 이러한 상호 만족 뒤에는 브루크너와 바그너에 관계된 풀 수 없는 긴장의 요소가 잠재되어 있었다.
이러한 긴장은 1937년 5월, 레겐스부르크 연설이 있기 한 달 전에 아우어가 두 작곡가 사이의 확연한 스타일에서의 차이점을 이끌어내는 논문을 발표하게 되자, 표면화되었다. 아우어의 목적은 극음악의 세계에서 바그너의 뿌리를 브루크너의 교회 오르가니스트로서의 그것과 대비시키는 것이었다. 중요한 차이점은 오케스트레이션과 관계되었다. 브루크너의 언어는 오르간 주자로서의 그의 경험으로부터 나오며, 그 음향은 바그너의 영향을 제거하고 있다. 그러나 그럼에도, 그의 후기 교향곡에서는 바그너 튜바가 사용되기도 한다. 그런데 아우어의 논문에서 이상한 점은 자신과 협회는 반 바그너주의를 '주장하거나 주장했던' 것은 아니라는 주석을 있다는 점이다. 그것도 더블 스페이스로 매우 강조한 상태로 말이다. 이러한 거부의 정치적 함축의 의미는, 특히 체제 그 자체와의 충돌을 무릅썼던, 제3제국 시대의 바그너를 비판하는 음악 해설자에게는 그 의미가 확실한 것이다. 아우어 자신은 명백히 브루크너와 바그너를 분리하기 위한 그의 노력에서 주요 흐름을 거스르기는 했지만, 그의 노력은 그가 바이로이트 음악축제가, 오페라가 연주되지 않는 날, 브루크너의 교향곡을 연주함으로써 브루크너 음악축제와 잘 통합될 것이라고 말한 바로 그 보고서에 의해 똑같은 이유로 평가절하되었다.
괴벨스는 레겐스부르크 연설에서 기회를 보고 있었다. 즉 양다리를 걸치고 있었던 것이다. 왜냐하면, 그는 행사의 공동 후원자인 협회를 모욕하고 싶지도, 두 작곡가를 연결하려는 널리 보급된 국가 사회주의 문화 관점을 훼손시키고 싶지도 않았다. 그는 두 번 그의 연설에서 바그너를 암시하였다. 초기에 그의 연설에서 그는 브루크너의 음악을 '바그너 예술의 교향악적 왜곡'이라고 본 사람들을 비판하였다. 이러한 관점은 누구도 부인할 수 없지만 말이다. 그러나 브루크너의 '오르가니스트-교향곡 작곡가 패러다임'의 지지자인 아우어는 괴벨스가 다음과 같이 언급했을 때, 그것을 어쩔 수 없이 받아들이지 않을 수 없었을 것이다.
"브루크너의 바그너에 대한 경험은 그의 음악적 언어의 공명에서 거의 혁명에 가까운 영향을 주었다. 그리고 바로 그때만이 그것을 우리가 진정한 브루크너의 스타일로서 인식할 수 있다. 바로 그 순간부터 앞으로, 그 교회 음악가는 동시에 거의 완전하게 후퇴하여, 그로부터 나와 특유한 교향곡 작곡가가 된다." 
괴벨스가 언급한 것은, 바그너에 의해 자극된 변형(metamorphosis)이다, 즉 교회음악가로부터 교향곡 작곡가로의. 더욱 고고한 세속적 영역에로의 브루크너 격상의 이미지는 괴벨스의 1936년 이후의 국내 선전 캠페인의 필수적이었다.

### 브루크너의 음악과 국가 사회주의자들의 '미학'
히틀러의 개인적 관심과 바그너와의 관련성 외에, 나치에게 있어서 브루크너 음악의 매력은 무엇이었을까? 음악에서 '독일적인 것'에 대한 탐구는 제3제국 동안 음악 비평가의 마음을 사로잡았던 문제였다. 그것은 독일 문화에서 중요한 역사와 관련된, 인종적인 숨겨진 맥락으로부터 분리될 수 없는, 그리고 19세기 중반에 있었던 반 멘델스존 캠페인과 그 세기 후반에 있었던 브람스-브루크너 논쟁 등에 관한 탐구였다. 그러한 이슈는 제1차대전이 끝난 후에 조금은 다른 형태로 다시 표면화되기 시작했는데, 그 당시는 국가의 상처받은 자존심이 학자들과 언론가들 사이에서 문화적 동질성을 위한 탐구를 촉진하던 때였다. 이러한 탐구 중 초기 1차 대전 후의 내셔널리즘의 몇 가지 예는 가볍고, 별로 심사숙고한 듯한 느낌이 들지는 않았지만, 그것의 대부분은 1930년에 이르러서는 매우 강력하게 이데올로기화되고, 공개적으로 인종차별적으로 되었다. 그때까지 얻은 결론은 매우 간단했다. 즉 아리안의 음악은 영웅적이고, 고상하고, 체계적이고, 숭고하며, 철학적이고, 그리고 영적이다. 반면, 비아리안의 음악은 매우 시시하고, 피상적이고, 열등하고(특히 유태적인 특성이 있다고 여겨짐), 내용 없이 장식적이며, 절충주의적이고, 그리고 뿌리 없는 것이었다.
프리드리히 W. 헤르조그는 게르만 패러다임에 적합한 특별한 예를 제시하였다. 바흐의 평균율, 푸가의 기법, 베토벤의 합창교향곡과 레오노레 서곡 3번, 바그너의 '트리스탄과 이졸데' 그리고 브루크너의 5번과 9번 교향곡 등이 그것이다. 그는 특별히 브루크너 교향곡 중에서 5번의 푸가적인 피날레와 9번 교향곡의 아다지오 악장을 예로 들었다. 헤르조그의 글은 특히 푸가를 강조하였는데, 그것은 귀족적인 독일의 역사가 있었으나, 1차 대전 후, 그것의 '영웅적인 성격'을 상실하게 되었다. 푸가와 코랄, 즉 성스러운 독일 예술의 두 개의 축은 '황금의 20세기' 동안 타락됐던 것이다. 그것들은 예를 들어 쿠르크 바일의 작품, 'Die Dreigroschenoper' 등에서 심지어 희화화되어 왔다. 바이마르 시대의 비관주의, 냉소주의 등의 인지된 배경에 반대하여, 즉 도시의 문화적 가치가 시골의 그것에 비해 널리 유포되고, 그리고 실내 교향곡이 새로운 교향악적 패러다임으로 된 그곳에서 브루크너의 음악은 분명히 시대착오적인 것으로 나타났음에 틀림이 없다. 북오스트리아의 교사였던 브루크너는 질풍노도의 이상적인 상징으로서 대접받았고, 푸가와 코랄은 그의 음악적 표현에서 핵심이었으며, 그의 서사적인 교향악적 설계는 그 규모에 있어서 심지어 그 당대에도 전무후무한 것으로 여겨졌다. 국가 사회주의자들에게 호소하였던 것은 바로 장엄함과 화려함, 그리고 영적인 면을 지닌 바로 이러한 그의 음악이 지닌 기념비적인 규모였다. 히틀러 자신은 브루크너 교향곡의 피날레를 감상하였고, 특별히 그는 1937년 뉘른베르크에서의 당 행사에 이 음악을 엔딩 음악으로 사용하였다.
그러나 브루크너만이 19세기에 깊고, 중후한, 그리고 대규모 관현악단을 위한 음악을 작곡하고, 푸가를 작곡했었는가? 브람스도 역시 그의 4번 교향곡의 피날레에서 장엄하고, 중후한 푸가를 사용하지 않았던가? 그러나 브람스는 나치의 모델에 어울리기에는 너무나 연관이 없는 부르주아 빈 음악계의 주류에 속해 있었다. 그는 질풍노도의 이미지에 맞기에는 너무나도 인텔리적이었고, 도시적이었다. 그럼 대규모 관현악곡을 즐기던 그 당시 생존했던 위대한 리하르트 슈트라우스 같은 작곡가는 나치의 선전에 어울렸을까? 잘 알려진, 불편했던 1930년대 중반의 슈트라우스와 나치의 관계는 세계적으로 유명한 살아 있는 작곡가들을 다루는 데 있어서의 어려움을 예증시켜주었다. 그들은 너무도 독립적이었고, 이기주의적이었고, 너무도 믿을 수 없었다. 심지어 내셔널리스트였던 한스 피프츠너 역시 신뢰할 수 없는, 궁극적으로는 제3제국의 정치적 목적에 비우호적이었다고 여겨지고 있다. 그렇다! 오직 죽은 작곡가만이 나치의 문화부 선전 목적에 효과적으로 이용될 수 있었으며, 바로 브루크너가 이상적이었다.
그에 관한 많은 일화, 편지, 그리고 출판된 많은 인쇄물에도, 브루크너는 항상 음악 뒤의 인간에 대해서는 그의 일대기를 숨길 수 있었기 때문에 이상적이었다. 리하르트 타루스킨은 다음과 같이 말했다.
"역사는 아마도 공허함을 싫어하며, 역사적 대중작가에게 가장 잘 어울린다."
브루크너의 대중작가는 아마도 괴벨스였고, 그의 레겐스부르크에서의 17분간의 연설은 이 오스트리아의 작곡가를 재창조하는 캠페인에서의 정초를 제공하였다.

### 괴벨스의 레겐스부르크 연설
히틀러 자신은 이날 아침, 의식에서 연설하지 않기로 했다. 브루크너를 재창조하는 임무는 선전 담당 장관인, 괴벨스에게 맡겨졌는데, 그는 매우 탁월하게 간결하고, 효율적인 연설로 그 임무를 훌륭히 완수하였다. 연설은 3개 부분으로 되어 있었는데, 첫 번째 부분은 브루크너의 시골 출신으로서의 뿌리를 낭만적으로 언급하였고, 두 번째는 그에 대한 음악 비평가들의 비난에는 그가 희생양이었음을 강조하였으며, 마지막으로는 브루크너를 그의 천재성과 영적인 면이 '교회의 모든 속박으로부터 그 자신을 자유롭게' 한 작곡가로서 규정하였다. 이 마지막 부분은 가장 중요한 부분으로서, 1936년의 나치와 바티칸 간의 관계의 붕괴와 일치하는 것이었다.

#### 시골 심포니스트
괴벨스는 그가 언급하는 이 작곡가의 감상적인 초상화 속에서 다양한 상투 어구를 나열한다.
그는 그의 지적인 호기심에 의해 오염되지 않은 순수한 어린아이 같음이 여전히 남아 있던 겸손한 사람이었으며, 그는 작곡가로서, 그의 '초라한 사무실'에도 불구하고, 그의 '독일 음악의 창조성'의 위력을 통해 성공하고, 유명하게 된 사람이었다. 괴벨스는 또한 브루크너의 촌부로서의 일대기를 강조하고, 그의 대지와의 연관성, 그의 '자연과의 신비로운 친화성', 그리고 그의 손상되지 않은 촌부로서의, 즉 히틀러와 나누어 가진 그러한 뿌리를 강조하였다. 따라서 이 시골 천재의 역설은 오직 혈통과 인종의 요소적인 힘을 이해함으로써 설명될 수 있다. 그가 시골 출신이라는 것 외에도, 브루크너의 '검소한 사무실'의 가장 핵심적인 부분은, 괴벨스에 의해 강조된 부분인 그의 교사로서의 그의 작품이었다.
히틀러는 그것을 인지하였고, 제3제국의 천년왕국을 성공하게 하기 위해서는, 나치의 교화 정책의 선봉은 교육되어야만 생각했던 것이다. 나치주의에 동조하는 교사들은 그들이 상승한 책임의 위치에 있음을 발견하였으나, 그들의 임무는 바이마르 시대 동안 지속하여오던 그것과는 너무도 관련이 없었다. 지적인 발달에 초점을 맞추기보다는, 나치의 교육자들은 아리안의 인종적 교화를 포함하는 개인의 인격을 형성해야만 했다. 교육 잡지들은 인종적·정치적 도그마를 강화하는데 봉사하였다. 실제로, 'Der Deutsche Erzieher'(독일 교육가)의 전체적인 이슈는 브루크너에게 바쳐졌다. 그 속에는 레겐스부르크에서의 브루크너 축제 후에 얼마 되지 않아 출판된 논문이 포함되어 있었다. 이들 에세이의 대부분은 똑같은 형태를 취하고 있는데, 즉 그것은 브루크너를 슈베르트와 막스 레거의 좋은 동료로 인식되게 하는 직업인 그 자신의 교사와 교사의 아들로서의 브루크너를 강조하였던 것이다. 교육가로서, 브루크너는 인종적으로 순수하였고, 북 오스트리아 토양과 그의 관계는 세대에까지 미쳤다.

#### 브루크너, 유대인 비평의 희생양
사악한 빈 비평의 희생양으로서의 브루크너를 강조한 괴벨스의 연설의 두번째 부분은, 더욱 광범위한 문화적 목적을 충족하였다. 한슬리크와 그 일파들에 대한 맹렬한 비난은 괴벨스로 하여금 최근에 형성된 이데올로기적인 교의, 즉 음악 비평의 견딜 수 없음(또는 더욱 일반적으로는 예술비평)에 대해 선언하도록 하였다. 1936년의 가을에, 괴벨스는 음악, 예술, 그리고 영화 등의 저널에 널리 유포된 신조인 '예술 비평(Kunstkritik)'에 반대하는 공적인 선언을 하게 이른다.
예술 비평은 이데올로기적인 배경을 따를 때에만 적절하며, 그렇지 않으면 '예술에 대한 주석과 설명'만이 저널리즘에서 허용될 수 있는 형태라는 것이었다. 괴벨스는 브루크너를 이러한 새로운 신조의 형성과 관련하여 인정한다.
"만약 예술에 대한 주석과 설명의 공개적인 실천이 '새로운' 독일 안에서의 공식적인 채널에만 의해서만 가능하도록 법으로 제한됐다면, 우리는 또한 그를 괴롭히는 비평가들에 의해 죽을 때까지 고통받았던, 고독 속에서 투쟁했던 브루크너의 은혜를 갚았다고 믿는다."
이러한 반유대주의적인 언급은, 그것이 오늘날에는 거의 반향을 일으키지 못한다 할지라도, 그의 청중들에게 영향을 미치지 않았다고 할 수 없다. 그러한 언급은 유대인을 비생산적이고, 심지어는 기생한다고 비난하는 나치 이데올로기와 완전히 그 맥락을 같이 하고 있었다. 에두아르트 한슬리크와 막스 칼벡은 작곡할 수 없었고, 그들은 작곡을 했던 창조적이고, 정직한 예술가들에 대해서 쓰거나 어쩌면 파괴할 수도 있었다. 그리고 만약 괴벨스의 연설이 브루크너, 비평과 국제적인 반유대주의 사이의 관계에 대해서는 매우 모호하다고 할지라도 프리츠 스코르체니의 아래와 같은 언급은 그러한 모호성을 완전히 제거시키고 있다.
"브루크너가 그의 예술가로 사는 생활을 시작했을 때, 국제적인 반유대주의 유럽 자유주의란 탈을 쓴, 이미 독일의 정신적인 것에 대해서 투쟁을 착수하기 시작하였는데, 그것은 특히 예술에서 자극적이고, 선동적이었다." 
이러한 왜곡된 유대인에 대한 인식, 즉 한몫 보려 돌아다니는 떠돌이로서의 유대인의 전형적인 모습은 괴벨스에 의해 개인적으로 만들어진 프로젝트인 'Der ewige Jude'라는 선전용 영화 속에서 그 후 가장 첨예하게 나타났다. 이 영화는 공장 속에서 분투하는 건강한 아리안의 노동자의 솜씨 있는 장면을 조심스럽게 의심할 것도 없이 열심히 일하는 아리안에 의해 만들어진 상품을 놓고 승강이를 벌이는 게토의 천박하고 수염을 기른 유대인과 나란히 비교하고 있었다

### 브루크너와 신앙
그러나 괴벨스는 브루크너 수정주의의 가장 중요한 부분을 마지막 연설을 위해 남겨 두었다. 그것은 브루크너가 바그너와 알게 된 후, 교회 음악가로서의 역할로부터 후퇴하고, 바그너의 영향으로부터 빠져나온 후에 어떻게 독보적인 교향곡 작곡가가 되었는지에 대한 교묘한 전기 서술이었다. 바그너의 세계와 관련을 맺은 후에 브루크너는, 예배식에 대한 의무적인 위치를 넘어서, 교향악에서의 절대적인 지위로 상승하였다.
"여기서 그의 천재성은 교회에 속박된 모든 구속으로부터 자유로워진다. 그는 형식을 만든다는 의기양양한 도취감으로 가득 차 있었으며 자유에 대한 한없는 열망이 그의 영혼 내부에서 울부짖었다."
물론 테데움과 시편 150편과 같은 후반부의 성스런 작품들은 무시되었는데, 이는 게르만 음악 학자들과 비평가들 모두가 결코 시도한 적이 없는 실수였다. 브루크너가 로마 가톨릭에 헌신했다는 사실이나 심지어는 그가 독실한 가톨릭 신자이었다는 사실조차 레겐스부르크의 연설에서는 완전히 생략되었다. 그의 종교적 신념은 간단히 "신에 대한 믿음"(Gottglaubig)이라고 묘사되었는데, 이는 나치의 빈틈없는 비기독교적 사상을 담은 정치적인 작품이나 다름없었다. 신앙심(Gottglaubigkeit)의 내용을 이해하기 위해서 우리는 1933년부터 36년까지 교회와 관련된 일련의 사건들에 간략하게 주목할 필요가 있다. 1936년에는 단지 브루크너의 기념일을 정하고 예술 비평 금지령을 내렸을 뿐 아니라, 한편으로는 중대한 사안을 담고 있었던 1936년 7월의 회칙과, 그로부터 겨우 4개월 후에 공식적이면서 대안적인 종교 고백으로서의 'Gottglaubig'의 성립으로 더욱 증폭된 국가 사회주의자들과 로마 가톨릭 간의 관계가 심각하게 냉각될 조짐이 보이기 시작했다.
나치와 교회의 관계는 히틀러의 공적으로 문제를 피하려고 한 히틀러 개인의 욕망으로 더욱 복잡하고 거대한 주제가 되었다. 심지어는 '나의 투쟁'(Mein Kampf)은 이 이슈를 더욱 피해 갔다. 그러나 히틀러의 반 교권적인 신념은 내부에서는 전혀 비밀스러운 것이 아니었고, 종교의 문제는 총통과의 협상 과정에서 다시금 문제화된 것이었다. 헤르만 라우스칭(Hermann Rausching)은 히틀러가 "게르만의 기독교는 하나의 왜곡이며, 게르만인이 되거나 아니면 기독교인이어야 한다. 둘 다 될 수는 없다. 우리는 그저 마음속에서 신을 믿고 느끼는 자유로운 인간들을 필요로 한다."고 개인적으로 언급했다고 밝혔다. 이러한 언급이 내포하고 있는 것은, 불확실한 사후세계에 대한 믿음은 무익할 뿐 아니라, 나약함의 표시라는 점이라는 것이었다. 조직화한 종교, 특히 기독교에 대한 이러한 적개심은 고대 그리스가 현대 독일의 중요한 모델이라는 관점과 19세기 중반부터 후반에 이르기까지 나타난, 특히 니체와 바그너를 포함하는 독일 예술가와 지식인들에 의해 지지가 된 확신이었다.
히틀러는 조직화된 종교에 대해 초기에는 유화정책을 사용하였고, 그는 황제의 퇴위 직후에, 정치적 방향이 없었던 개신교도들에 관해서는 일찍이 성공적이었다. 이 독일 개신교도들에게 있어 반유대주의는 그다지 문제가 되는 것은 아니었기 때문이다. 반유대주의는 그다지 크게 가톨릭 교회를 방해하지는 않았으며, 오히려 공식적인 관계에 심각한 방해물은 나치의 소문에 들리는 '공산주의적' 성격이었다. 게다가 바티칸은 볼셰비즘을 히틀러의 1933년 전체주의의 원형이 되었던 그들의 무솔리니와의 1929년의 라테란 협정으로 예시된 것과 같은 전체주의보다 더욱 중대한 국제적 위협으로 간주하고 있었다.
독일의 11월 혁명 이후에 교황청은 바이마르 공화국과의 공식적인 협정 조인을 막으려고 노력했으나, 그들은 히틀러를 이길 수 없었다. 1933년의 이 국가적 협정은 로마에 대한 많은 문제를 다음과 같이 명확히 하였다. 교회에 대한 재정적 지원, 성직자의 법적 지위 보장, 그리고 가톨릭교회의 일이나 바티칸에 대한 직접 연관 등에 간섭하지 않겠다는 나치의 서약, 그러나 높은 세금이 부과될 예정이었다. 왜냐하면, 교회는 모든 수준에서 국가 정치의 하나로서 남아 있어야 했기 때문이었다. 게다가 곧 나치가 가톨릭의 일에 대해 방관하지 않을 것임이 명백해졌다. 그들은 비공식적인 협박을 위한 능숙한 전략을 세웠고 그것에 의해 설교는 감시받고, 신부들은 괴롭힘을 당했으며, 물론 가톨릭교회의 권위를 손상시키는 선전활동도 나치의 청소년 조직을 통해 이루어졌다.
1936년까지 독일과 바티칸 사이의 관계는 점차 돌이킬 수 없는 지경에 이르게 되었다. 그 정점은, 젊은이들에게 반유대주의와 반기독교주의를 정치적으로 주입하고 시민의 자유를 침범했을 뿐 아니라 총통(Fuehrer)을 신격화한 나치를 비난하는 교황의 회칙(Mit brenner Sorge)이었다. 국가 사회주의자들은 즉각적으로 교회에 대한 정책, 특별히 바티칸에 대한 정책이 실패했음을 인식하게 되었다. 그래서 나치즘을 하나의 종교 그 자체로 인식하고, Gottglaubig를 공식적인 용어로 만들지 않을 수 없었는데, 그 용어는"게르만의 본성에 맞는 종족적이고 적절한 신앙"이라는 의미가 있었다. 이교도적인 것도 아닌 이러한 비기독교적인 지향은 교회를 떠난 사람들로 하여금 그들 자신이 여전히 종교적이라고 믿게끔 하였으나, 그것은 또한 그들의 신앙을 버린 유대인들이 독일인에게 포함될 수는 없다는 것을 보증해 주는 것이었다. 한 개인의 교회 밖에서의 영적인 본성을 유지하는 것의 중요성은 물질적이고 무신론적인 볼셰비즘에 대한 반대가 나치 교의의 불변적인 요소라는 점에서 필수적이었다.
요컨대 제3제국은 그들이 믿는 모든 것, 즉 국가 사회주의자들의 '혁명'은 정치적이라기보다는 훨씬 더 정신적이라는 그 무언가를 공식적인 것으로 만들었다. 독일 예술은 점차 성스런 예술이 되어 갔으며, 음악은 나치의 가장 성스런 현시였다. 성스런 예술로서의 음악에 대한 관점이 나치가 만들어낸 것은 아니었지만, 그것은 19세기 후반 독일 전반에 퍼져 있었던 의식이었고, 작곡가들과 철학가들에 의해서 동시에 만들어진 것이었다. 바이마르 시대의 일각에서는 이러한 철학에 의문을 제기했지만, 성스런 예술로서의 음악은 1903년대에 불안한 정치적 소용돌이와 함께 곧 소생되었다. 1937년 레겐스부르크 기념식은 브루크너를 성 발할라(Valhalla) 사원의 하나의 신으로 지정했다. 그의 음악은 성스런 언어와 나치즘의 신화적 종교가 될 것이었다. 일요일 아침의 브루크너 기념식과 3제국의 새로운 종교 전략 간의 연결은 바로 그날 오후 군중의 대집회를 통해 더욱 공고해졌다. 레겐스부르크에 모인 약 200,000명의 사람에게 하는 연설을 통해서 히틀러는 처음으로 깊은 믿음(Gottglaubigkeit)이라는 용어를 공식 사용했다.
"나는 결코 그 누구도 이 민족을 다시 흩어지게 하거나 종교적 견해차로 인한 싸움으로 우리를 어렵게 만들도록 허용하지 않을 것입니다. 우리 민족은 앞으로 대대로 우리 역사 속에서 나아갈 것입니다. 그리고 이러한 기치는 늘 우리 마음속에 각인되어, 우리로 하여금 우리 민족과 영광, 자유, 우리의 공동체를 위한 의무를 실천하도록 할 것입니다. 그래서 우리는 신에 대한 깊은 믿음(Gottglaubigkeit)을 가지고 미래로 정진해 갈 것입니다. 신이 우리를 돕지 않았다면, 우리가 지금껏 이룬 모든 것들이 어떻게 가능했겠습니까?"
독실한 브루크너는 그 '신성한 신'의 메신저가 될 것이었다. 그의 교향곡, 특히 슈베르트의 "천상의 범위(Heavenly Length)"를 능가하는 영혼적인 느릿한 진행은 하나의 종교적인 체험으로 간주할 만했고, 혈연과 지연을 나눈 이들만이 완전히 그 메시지를 이해할 수 있었다. 이러한 현상은 1940년대 초반, 빈의 음악축제(Dunkelkonzerte)에서 가장 잘 나타났다. 그리고 그것은 어두운 빈의 콘서트하우스가 교회에 참석하는 것과 같은 효력을 지닌, 브루크너의 음악을 듣는 성스런 곳으로 바뀌었음을 나타내는 것이었다. 다른 작곡가들도 그런 프로그램에 참가했을 것이다. 그러나 하이라이트는 언제나 브루크너의 교향곡이었다. 그러한 한 프로그램 안내서의 사본은 이러한 강력한 종교적인 의미를 잘 보여준다. 중간휴식 전에는 모차르트의 레지나 챌리가, 직후에는 브루크너가 유일하게 신 자체에 헌정했던 제9번 교향곡이 울려 퍼졌다. 그러나 작곡가는 국가 사회주의자들이 그를 '신의 메신저'로 만들기 위해서는 기독교로부터 분리되어야만 했었을 것이다. 교회 음악가로서의 브루크너는 완전히 무시되었던 것이다. 의심할 바 없이 레겐스부르크에서의 기념식과 동시에, 1937년의 한 기사의 작성자는 브루크너의 가톨릭 주의에 대해 비난을 하려고 시도했다. 피터 라베(Peter Raabe)는 물질세계에 대한 브루크너의 "초연함(deafness)"을 강조했다. "신성함은 마음의 순수함으로부터 나온다."라고 선언하면서 그는 "왜냐하면 그들은 신을 볼 것이기 때문이다"라고 덧붙였다. 라베는 "신과 대화하는" 교향곡 작곡자를 묘사하면서, 그러나 그가 중요하지도 않은 교회 음악을 쓰고 있다고 하였다. 이러한 모순은 신앙심(Gottglaubigkeit)의 맥락 이외에서 인식되지 않을 수 없다.
베르너 코르테(Werner Korte)는 한슬르크(Hanslick)의 맹렬한 비난에 대한 근거로 브루크너의 가톨릭적인 뿌리를 인용했으나, 브루크너를 "가톨릭 정신의 순교자"로 보거나 그의 음악을 "기독교를 위한 사죄 행위"로서 인식하는 데에는 반대를 했다.  라인홀드 짐머만(Reinhold Zimmermann)은 실질적인 문제에 접근했는데, 즉 "가톨릭적인 것"과 "아리안"적인 것은 모순된 개념이라는 것이었다. "브루크너를 완전히, 심지어는 원천적으로 가톨릭적이라고 보는 것은 근본적으로는 잘못된 것이다. 오히려 그의 인성과 업적을 평가하는 데 있어 의심할 바 없이 지배적인 위치에 있어야 하는 것은 바로 그의 작품이나 인생의 인종 지향적인 인식이다." 짐머만의 생각은 모든 사람은 게르만인이던가, 아니면 기독교인이라는, 히틀러가 헤르만 라우스칭(Hermann Rausching)에게 보내는 지극히 개인적인 논평을 생각나게 하는 것이다.
겉으로는 괴벨스의 레겐스부르크 연설은 장엄하고 의식적인 그 순간을 오스트리아 합병의 필연성과 연관시키면서 축하하는 것이었다. 그러나 우리가 보아온 대로, 그의 전략은 이를 하나의 교조적인 선전 도구로 이용하려는 보다 광범위한 목표를 달성하는 데 있었다. 1940년대의 성 플로리안에 대한 잘 짜인 히틀러의 계획은 좀 더 나아가 전쟁을 통해 어떻게 브루크너를 나치의 문화적 우상으로 남길 것인지를 묘사하고 있다. 비록 브루크너의 그러한 상승이 결코 완전히 실현되지는 않았지만, 린츠 제국 브루크너 오케스트라 (Linzer Reichs Bruckner Orchestra)와 브루크너 합창단은 1942년 독일 라디오와 인연을 맺었고 일반 공연과 방송을 통해 1945년 봄까지 공연을 계속했다.

### 전후 시기
브루크너 교향곡(음악)에 대한 나치의 전용은 전후에 어떤 결과를 가져왔을까? 아니면 이것은 어떻게 남용된 것일까? 혹자는 아마도 특히 원작이 없거나 덜 실용적인 음악이 시대를 불문하고 그러한 남용에 저항한다고 말한다. 그러나 그의 음악은 그저 자전적인 수정주의의 복잡한 그물 속의 한 가닥 줄이었고, 그 안에서 브루크너의 인생은 급진적인 정책들을 지지하고, 'Kunskritik에 대한 공격을 유효하게 만들었으며, 또한 정치적 신화를 위해 종교적 우상을 만드는데 다시 쓰였다. 동시대의 독일 관객들이 나치의 선전을 믿었든 안 믿었든 간에, 또 그들이 아다지오에선 신과 소통하고 푸가의 피날레에서는 튜턴족(게르만)의 영웅주의를 느끼게 하는 전원적인 스케르초에서 그들 공동의 나라(영토)를 느꼈던 안 느꼈는지는 아직 해결되지 않은 또 다른 중요하고 복잡한 문제이다. 경우가 어떠하든 간에 나치의 브루크너 캠페인에 대한 전후의 즉각적인 국내의 영향은 오래가지 않은 것 같았다. 린츠 브루크너 오케스트라는 연합국 지배하에 있던 1945년 5월에 필하모닉 브로드캐스팅 오케스트라로 이름을 바꾸었다. 그러나 그것의 브루크너에 대한 지향은 겨우 한 달 후 눈 깜짝할 새에 그 이름을 브루크너 필하모닉 오케스트라로 바꾸게 했다. 틀림없이 이 작고 단독적인 사건은 전후 브루크너의 평판에 좋은 영향을 주었다. 바그너와 달리 브루크너는 일반적으로 직접적인 나치와의 과거 문제 때문에 큰 오명을 얻지는 않았다. 그의 작품은 오스트리아와 독일에서 별다른 외부 저항없이 레퍼토리로 이용되었고, 이스라엘에서도 그의 음악은 보이콧되지 않았다.
그러나 추축국 외에서의 브루크너에 대한 대접은 그다지 단순하지 않았다. 유럽의 많은 나라에서, 특히 독일에 점령당했던 유럽지역에서 특히 1940년에서 50년대에는 브루크너의 음악이 필연적으로 독일 점령을 상기시킬 만하였다. 전후 미국에서는 브루크너의 음악이 울려 퍼질 수 없었다. 그의 음악은 나치의 문화적 캠페인에 대해서도 역시 모르고 있던 대부분의 콘서트 관객들에게도 잘 알려지지 않았었다. 사실 40년대 후반에는 미국에서 브루크너 르네상스의 일말의 징조가 보이는 듯도 하였다. 그것은 1948년에 미국 브루크너 협회가 협회지 코드 앤 디스타드(Chord and Dischord)를 재발간했을 때를 전후해서였다. 그 회지는 발간 공백에도 불구하고 1969년까지 잘 운영되었으며, 그 때에는 더는 브루크너의 공연이 신기한 것이 아니었다. 오이겐 요훔(Eugen Jochum)과 후에는 베르나르트 하이팅크(Bernard Haitink), 다니엘 바렌보임(Daniel Barenboim), 헤르베르트 폰 카라얀(Herbert von Karajan), 클라우스 텐슈테트(Klaus Tennstedt), 그리고 기타 여러 음악가가 브루크너 교향곡을 음반화하는데 열정을 보였다. 좀 더 최근에는 CD의 발달과 함께, 그런 작업은 그의 제2번, 제3번, 제4번, 제8번 교향곡의 원본 버전과 같은 진품들도 만들어 냈다.
브루크너에 관한 기사들은 전쟁이 끝난 지 얼마 안 된 시기에 독일과 오스트리아의 잡지에서도 계속 나타났다. 물론 나치의 캠페인이 벌어지던 시기의 규모와는 비교가 안 되었다. 전후의 학문은 더욱 실증적인 논조를 띠었다. 인종과 민족에 관한 연구는 사설이나 분석적인 문제들에서나 볼 수 있었다. 독일 학자들은 열렬한 게르만 민족주의자도, 반유대주의자도 아니었다고 판명된 브루크너에 대해 사과를 해야 할 필요를 느끼지 않았다. 또한, 그 잡지들과 편집장들은 나치 지배 동안 바로 그들 잡지에 게재된, 인종과 종교와 브루크너에 관련된 왜곡들에 대해서 억지로 부인해야 할 필요를 느끼지도 않았다. 국가 사회주의자들의 문제는 대부분 언급되지 않은 채로 남아 있었다. 그것은 과거의 회상보다는 재건이 중요하다는 노판트(Nullpunkt) 정책의 영향이었다. 그러나 이러한 침묵은 전후를 넘는 기간까지 확장되었는데, 레오폴트 노바크(Leopold Nowak)의 브루크너 전기인 뉴 그로브(New Grove)는 그 좋은 예가 된다. 나치의 그 엄청난 이데올로기적이고 선동적인 기사들은 노바크의 참고 자료에서 제외되었다. 그러한 그가 이용한 얼마 되지 않는 나치의 케케묵은 저작들은 대부분 그 어떤 정치적인 내용도 담고 있지 않은 것이었다.
2차대전 종전 이듬해는 브루크너 사망 50주기가 되는 해였고, 린츠에서는 국제 브루크너 협회의 기념행사가 있었다. 1946년 7월 27일에는 명망 있는 협회의 의장이었던 막스 아우어(Max Auer)가 지난 12년간의 침묵에 대해서 주목할 만한 연설을 했다. 그의 연설은 다음과 같은 문구로 시작했다.
"우리는 안톤 브루크너 사망 50주기에 그를 기리기 위해 이곳에 모였습니다. 그러나 우리는 그의 죽음을 애도하기보다는 그의 삶과 새로운 부활을 축하하고 있습니다. 그래서 우리는 기쁜 마음으로 다음과 같은 선언 아래에서 뭉칠 것입니다. 왕은 죽었지만, 그 왕은 우리 곁에서 영원히 살 것입니다(The king is dead, long live the king). 브루크너는 왕입니다. 절대 음악의 왕입니다." 
비록 언급되지는 않았지만, 히틀러와 바그너의 환영(幻影)은 아우어의 말들에 나타났다. 표면적으로 아우어는 브루크너의 죽음을 기리고 있었으며, 다시 브루크너를 연구하고 대접하는 새로운 시대를 바라고 있었다. 그러나 그 이면에는 또 다른 유령들이 자리하고 있었던 것이다. 하나의 왕이 죽고, 즉 총통의 죽음에 잇따라서, 오스트리아의 작곡가 브루크너는 나치 선동의 잿더미로부터 부활했던 것이다. 그리고 그 "절대음악의 왕"은 리하르트 바그너와의 음악적, 정치적 연관으로부터 자유로워진 것이었다.
아우어의 숨겨진 또 다른 언급은 1937년, 그가 총통에게 브루크너 메달을 수여했던 그 해에 있었다. 그 언급은 겨우 1년 전에 그가 발표한 내용을 다시 되풀이했던 것일까? 그 때 괼러리히-아우어(Gollerich-Auer) 자서전의 최종판의 서문에서 그는 바이마르 시대의 물질주의(즉물주의)에 대한 공격을 서서히 감행하기 시작했다. 그 때는 바로 "예술적인 볼셰비즘이 극단적으로 행해지고 있었던" 때였고, 브루크너의 "신을 신성시하는 예술"은 (총통을) 보다 나은 세상 1936년의 세계로 이끄는데 이바지했다. 10년 뒤에 아우어의 린츠 연설은 브루크너의 오스트리아 혈통과, 그의 국제적인 영향력과 나치 교리를 분명히 부인하는 그의 주장 모두를 강조했다. 그러나 이러한 그의 연설이 성공적으로 아우어 자신의 이전 발언들을 상쇄시켰던 것일까? 그가 과거에 대한 언급은 전혀 없이도 모호하게 새로운 시대를 선언하기에 충분했던 것일까? 분명히 그것은 아니다. 그러나 누군가가 브루크너 협회를 재건하려고 애쓰고 있을 때 더 많은 공연을 위해 또 더 많은 관객층의 확보를 위해서 누가 과거의 상처들을 다시 꺼내고 싶어했겠는가?
브루크너와 독일의 정치적 상황은 결코 전쟁 이전이나 전쟁 중이나, 혹은 전후에도 코드 앤 디스타드지에 언급된 적이 없다는 데에는 의견이 분분하다. 물론 미국에서 브루크너는 미국 내의 정치적 쟁점이 되지 않았다. 그는 국가 사회주의자로서의 활동 때문이 아니라 그의 작곡 스타일이 그 당시 미국 학계에 만연되어 있던 논리나 균형, 규모를 중시하는 브람스적인 패러다임에서는 낯선 것이었기 때문에 주류에서 벗어났다. 그의 음악은 오히려 최근에 콘서트의 레퍼토리나 음반 목록으로 더 잘 알려졌다. 그러나 브루크너라는 사람과 그의 작품들은 여전히 미국의 음악적 담론의 바깥에 자리하고 있다. 사실 현재의 브루크너 작품집은 그저 그러한 경향에 약간의 동요를 불러일으킬 뿐이다. 그리고 비록 사설적, 역사적, 문화적, 그리고 분석적 문제와 같은 중요한 이슈들이 여기서 처음으로 혹은 새로운 관점으로 논의되었다 할지라도 우리가 지금 가지고 있는 브루크너에 대한 이미지가 의식적이든 무의식적이든 얼마나 나치의 선전에 영향을 많이 받았는지에 대한 문제의식을 느끼고 연구해야 할 많은 것들이 남아 있다. 예를 들어 전후 브루크너에 대한 중요한 해석(느린 템포들이나 풍부한 하모니를 그 예로 들 수 있다)이 나치의 종교적 우상으로서의 브루크너의 성향을 무의식적으로 현대의 교향곡 무대나 녹음 스튜디오에 옮겨다 놓을 수도 있지 않을까? 우리가 오늘날 "솔직함", "순수성", "유기체" 등과 같은 말들이 나치 시대의 브루크너에 대한 담론들과 함께 명백하게 정치적으로 기호화되었다는 사실을 무시한 채 브루크너를 분석하고 수정할 수 있을까? 분명히 그러한 질문들은 이 에세이가 다룬 영역 외에서도 광범위하게 논의될 수 있다. 그러나 그 질문들은 궁극적으로는 해명되어야 한다. 왜냐하면, 브루크너 연구는 과거 사실에 대한, 특히 제3제국 시대 동안의 브루크너에 대한 어두운 평가를 외면한 채로는 절대 앞으로 나아갈 수 없기 때문이다.

## 참고
- 아주 자세한 브루크너 교향곡 녹음 목록